# Marco Sala (calciatore 1999)
Marco Sala (Rho, 4 giugno 1999) è un calciatore italiano, difensore del Como.

## Carriera

### Club

#### Inizi e prestito all'Arezzo
Cresce nel settore giovanile dell'Inter, dove con la formazione Primavera ha vinto due campionati, una Supercoppa ed un Torneo di Viareggio.
Il 3 agosto 2018, all'età di 19 anni, passa in prestito all'Arezzo in Serie C, con cui il 21 ottobre seguente segna la prima rete tra i professionisti, nella partita vinta per 2-0 contro l'Albissola. Con la squadra toscana allenata da Dal Canto gioca da titolare e disputa anche cinque gare dei play-off.

#### Sassuolo e prestiti in Serie B: Virtus Entella, SPAL, Crotone, Palermo
Il 30 giugno 2019 viene ceduto a titolo definitivo al Sassuolo, che il 6 agosto lo cede in prestito alla Virtus Entella in Serie B, dove gioca titolare ed ottiene 33 presenze in campionato.
Il 26 settembre 2020 passa, sempre in prestito, alla SPAL, appena retrocessa in Serie B.
Il 17 agosto 2021 viene ceduto a titolo temporaneo al Crotone. Il 29 agosto esordisce con il Crotone, nella partita persa 4-2 in casa del Cittadella.
Il 28 luglio 2022 viene nuovamente ceduto con la forma del prestito annuale, questa volta al Palermo a titolo temporaneo con diritto di riscatto e di controriscatto. Il 22 aprile 2023 segna la sua prima rete con i rosanero, nel pareggio casalingo per 1-1 contro il Benevento.

#### Como e prestito al Lecce
Il 24 luglio 2023 viene ceduto a titolo definitivo al Como, Il suo debutto con i lariani avviene il 26 agosto 2023 in occasione del match contro la Reggiana, finito 2-2. con cui ottiene il secondo posto nel campionato di Serie B 2023-2024 e la conseguente promozione in Serie A. Il 19 agosto 2024 esordisce in massima serie in occasione della partita persa per 3-0 in casa della Juventus.
Dopo aver collezionato 8 apparizioni nella prima parte di stagione con la maglia comasca, il 3 febbraio 2025 viene ceduto al Lecce in prestito con diritto di riscatto. Esordisce con i salentini il 28 febbraio seguente, nella partita di Serie A persa per 1-0 in casa della Fiorentina.

### Nazionale
Esordisce con la nazionale Under-21 il 6 settembre 2019, nella partita amichevole contro la Moldavia vinta 4-0 a Catania.
Nel 2021 partecipa da titolare al campionato europeo Under-21, nel quale l'Italia viene eliminata ai quarti di finale dal Portogallo.

## Statistiche

### Presenze e reti nei club
Statistiche aggiornate al 12 aprile 2025.
| Stagione        | Squadra         | Campionato      | Campionato | Campionato | Coppe nazionali | Coppe nazionali | Coppe nazionali | Coppe continentali | Coppe continentali | Coppe continentali | Altre coppe | Altre coppe | Altre coppe | Totale | Totale |
| Stagione        | Squadra         | Comp            | Pres       | Reti       | Comp            | Pres            | Reti            | Comp               | Pres               | Reti               | Comp        | Pres        | Reti        | Pres   | Reti   |
| --------------- | --------------- | --------------- | ---------- | ---------- | --------------- | --------------- | --------------- | ------------------ | ------------------ | ------------------ | ----------- | ----------- | ----------- | ------ | ------ |
| 2018-2019       | Arezzo          | C               | 33+5       | 2          | CI-C            | 0               | 0               | -                  | -                  | -                  | -           | -           | -           | 38     | 2      |
| 2019-2020       | Virtus Entella  | B               | 33         | 0          | CI              | 1               | 0               | -                  | -                  | -                  | -           | -           | -           | 34     | 0      |
| 2020-2021       | SPAL            | B               | 32         | 0          | CI              | 5               | 0               | -                  | -                  | -                  | -           | -           | -           | 37     | 0      |
| 2021-2022       | Crotone         | B               | 28         | 0          | CI              | 1               | 0               | -                  | -                  | -                  | -           | -           | -           | 29     | 0      |
| 2022-2023       | Palermo         | B               | 26         | 1          | CI              | 1               | 0               | -                  | -                  | -                  | -           | -           | -           | 27     | 1      |
| 2023-2024       | Como            | B               | 28         | 0          | CI              | -               | -               | -                  | -                  | -                  | -           | -           | -           | 28     | 0      |
| 2024-feb. 2025  | Como            | A               | 8          | 0          | CI              | 1               | 0               | -                  | -                  | -                  | -           | -           | -           | 9      | 0      |
| Totale Como     | Totale Como     | Totale Como     | 36         | 0          |                 | 1               | 0               |                    | -                  | -                  |             | -           | -           | 37     | 0      |
| feb.-giu. 2025  | Lecce           | A               | 2          | 0          | CI              | -               | -               | -                  | -                  | -                  | -           | -           | -           | 2      | 0      |
| Totale carriera | Totale carriera | Totale carriera | 195        | 3          |                 | 9               | 0               |                    | -                  | -                  |             | -           | -           | 204    | 3      |

### Cronologia presenze e reti in nazionale
| Cronologia completa delle presenze e delle reti in nazionale ― Italia under 21 | Cronologia completa delle presenze e delle reti in nazionale ― Italia under 21 | Cronologia completa delle presenze e delle reti in nazionale ― Italia under 21 | Cronologia completa delle presenze e delle reti in nazionale ― Italia under 21 | Cronologia completa delle presenze e delle reti in nazionale ― Italia under 21 | Cronologia completa delle presenze e delle reti in nazionale ― Italia under 21 | Cronologia completa delle presenze e delle reti in nazionale ― Italia under 21 | Cronologia completa delle presenze e delle reti in nazionale ― Italia under 21 |
| Data                                                                           | Città                                                                          | In casa                                                                        | Risultato                                                                      | Ospiti                                                                         | Competizione                                                                   | Reti                                                                           | Note                                                                           |
| ------------------------------------------------------------------------------ | ------------------------------------------------------------------------------ | ------------------------------------------------------------------------------ | ------------------------------------------------------------------------------ | ------------------------------------------------------------------------------ | ------------------------------------------------------------------------------ | ------------------------------------------------------------------------------ | ------------------------------------------------------------------------------ |
| 6-9-2019                                                                       | Catania                                                                        | Italia under 21                                                                | 4 – 0                                                                          | Moldavia under 21                                                              | Amichevole                                                                     | -                                                                              | 46’                                                                            |
| 10-9-2019                                                                      | Castel di Sangro                                                               | Italia under 21                                                                | 5 – 0                                                                          | Lussemburgo under 21                                                           | Qual. Europeo Under-21 2021                                                    | -                                                                              | 83’                                                                            |
| 14-10-2019                                                                     | Erevan                                                                         | Armenia under 21                                                               | 0 – 1                                                                          | Italia under 21                                                                | Qual. Europeo Under-21 2021                                                    | -                                                                              | 75’                                                                            |
| 16-11-2019                                                                     | Ferrara                                                                        | Italia under 21                                                                | 3 – 0                                                                          | Islanda under 21                                                               | Qual. Europeo Under-21 2021                                                    | -                                                                              |                                                                                |
| 19-11-2019                                                                     | Catania                                                                        | Italia under 21                                                                | 6 – 0                                                                          | Armenia under 21                                                               | Qual. Europeo Under-21 2021                                                    | -                                                                              | 56’                                                                            |
| 8-9-2020                                                                       | Kalmar                                                                         | Svezia under 21                                                                | 3 – 0                                                                          | Italia under 21                                                                | Qual. Europeo Under-21 2021                                                    | -                                                                              | 68’                                                                            |
| 12-11-2020                                                                     | Reykjavík                                                                      | Islanda under 21                                                               | 1 – 2                                                                          | Italia under 21                                                                | Qual. Europeo Under-21 2021                                                    | -                                                                              |                                                                                |
| 15-11-2020                                                                     | Differdange                                                                    | Lussemburgo under 21                                                           | 0 – 4                                                                          | Italia under 21                                                                | Qual. Europeo Under-21 2021                                                    | -                                                                              | 37’ 45’                                                                        |
| 18-11-2020                                                                     | Pisa                                                                           | Italia under 21                                                                | 4 – 1                                                                          | Svezia under 21                                                                | Qual. Europeo Under-21 2021                                                    | -                                                                              | 45’                                                                            |
| 24-3-2021                                                                      | Celje                                                                          | Rep. Ceca under 21                                                             | 1 – 1                                                                          | Italia under 21                                                                | Europeo Under-21 2021 - 1º turno                                               | -                                                                              |                                                                                |
| 30-3-2021                                                                      | Maribor                                                                        | Italia under 21                                                                | 4 – 0                                                                          | Slovenia under 21                                                              | Europeo Under-21 2021 - 1º turno                                               | -                                                                              |                                                                                |
| 31-5-2021                                                                      | Lubiana                                                                        | Portogallo under 21                                                            | 5 – 3 dts                                                                      | Italia under 21                                                                | Europeo Under-21 2021 - Quarti di finale                                       | -                                                                              | 62’ 81’                                                                        |
| Totale                                                                         |                                                                                | Presenze                                                                       | 12                                                                             |                                                                                | Reti                                                                           | 0                                                                              |                                                                                |

## Palmarès

### Club
- Campionato Primavera: 2

Inter: 2016-2017, 2017-2018
- Supercoppa Primavera: 1

Inter: 2017
- Torneo di Viareggio: 1

Inter: 2018